# Powiat de Staszów
Le powiat de Staszów (en polonais : powiat staszowski) est un powiat appartenant à la voïvodie de Sainte-Croix dans le centre-sud de la Pologne.

## Division administrative

Carte du powiat

Le powiat de Staszów comprend 8 communes :
- 3 communes urbaines-rurales : Osiek, Połaniec et Staszów ;
- 5 communes rurales : Bogoria, Łubnice, Oleśnica, Rytwiany, Szydłów.